# Kanapeeksi
Koordinaten: 59° 0′ N, 22° 38′ O
Kanapeeksi ist ein Dorf (estnisch küla) in der Landgemeinde Hiiumaa (2013 bis 2017: Landgemeinde Hiiu, davor Landgemeinde Kõrgessaare) auf der zweitgrößten estnischen Insel Hiiumaa (deutsch Dagö).
Kanapeeksi hat drei Einwohner (Stand 31. Dezember 2011).